# Sirajganj
Sirajganj es una ciudad del centro de Bangladés, el la orilla oeste del río Brahmaputra y a unos 110 km al noroeste de Daca (24°27′N 89°43′E / 24.450, 89.717).
Tiene una población de 127.147 habitantes (2005). Era la ciudad principal en la ruta comercial entre Calcuta y Narayanganj con una importante industria del yute, que conserva en la actualidad. Sus molinos del yute eran considerados como los más importantes en el área de Bengala. La ciudad tiene varios campus universitarios conectados con la universidad de Rajshahi.
- Datos: Q2579193